# National Scenic Area (Taïwan)
Ne doit pas être confondu avec National Scenic Area (Écosse).
Le terme National Scenic Area (officiellement en chinois traditionnel : 國家級風景特定區 ; pinyin : Guójiā jí fēngjǐng tèdìng qū, traduit aire panoramique nationale par les sources gouvernementales en français) désigne un groupe de sites taïwanais dont la liste est dressée par l'Office de tourisme national, agence du ministère des Transports et des Communications.
Un organe administratif est mis en place pour chacun des sites sous l'égide de l'Office de tourisme afin de gérer la préservation et la protection de ces zones nationales, ainsi que le développement et l'administration des ressources touristiques.

## Histoire
Le 1er juin 1984, la zone des côtes du Nord-Est et de Yilan est la première à être désignée afin d'intégrer la liste des National Scenic Areas.

## Liste des sites
La liste compte treize sites, :
- Alishan, en chinois traditionnel : 阿里山
- Dapeng Bay, en chinois traditionnel : 大鵬灣
- East Coast, en chinois traditionnel : 東部海岸
- East Rift Valley, en chinois traditionnel : 花東縱谷
- Maolin, en chinois traditionnel : 茂林
- Matsu, en chinois traditionnel : 馬祖
- North Coast and Guanyinshan, en chinois traditionnel : 北海岸及觀音山
- Northeast and Yilan Coast, en chinois traditionnel : 東北角暨宜蘭海岸
- Penghu, en chinois traditionnel : 澎湖
- Siraya, en chinois traditionnel : 西拉雅
- Southwest Coast, en chinois traditionnel : 雲嘉南濱海
- Sun Moon Lake, en chinois traditionnel : 日月潭
- Tri-Mountain, en chinois traditionnel : 參山

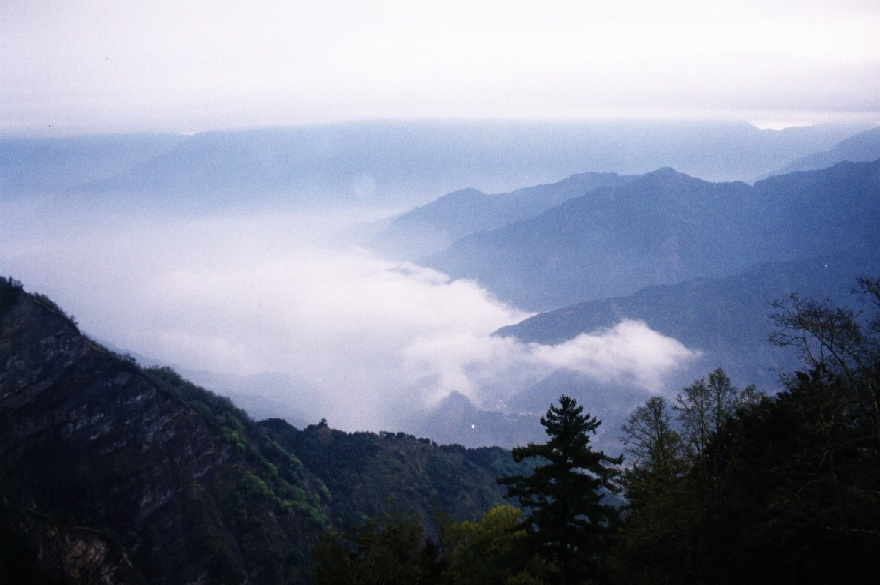
Vue depuis la montagne Alishan.
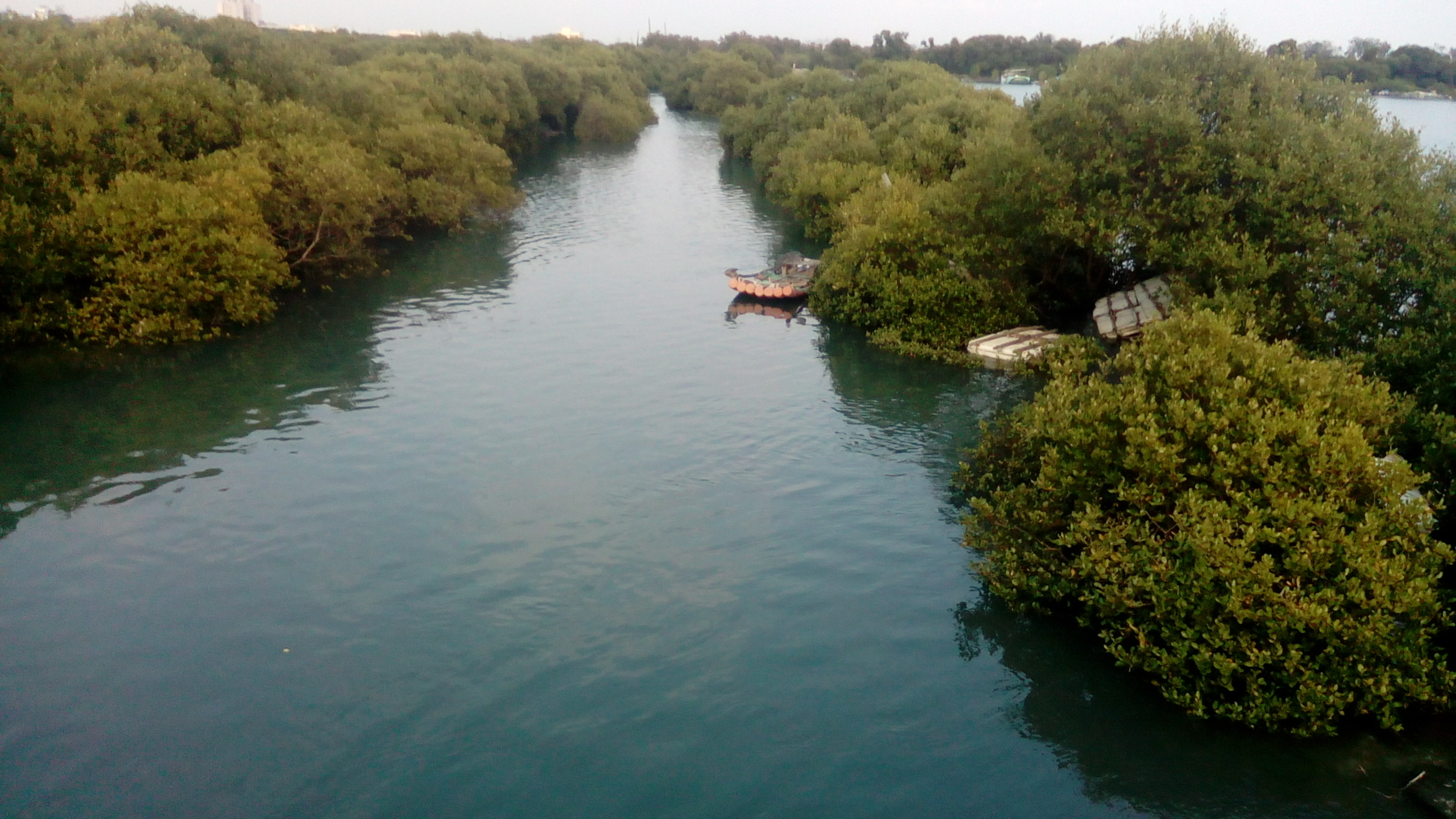
Mangrove dans la baie de Dapeng.
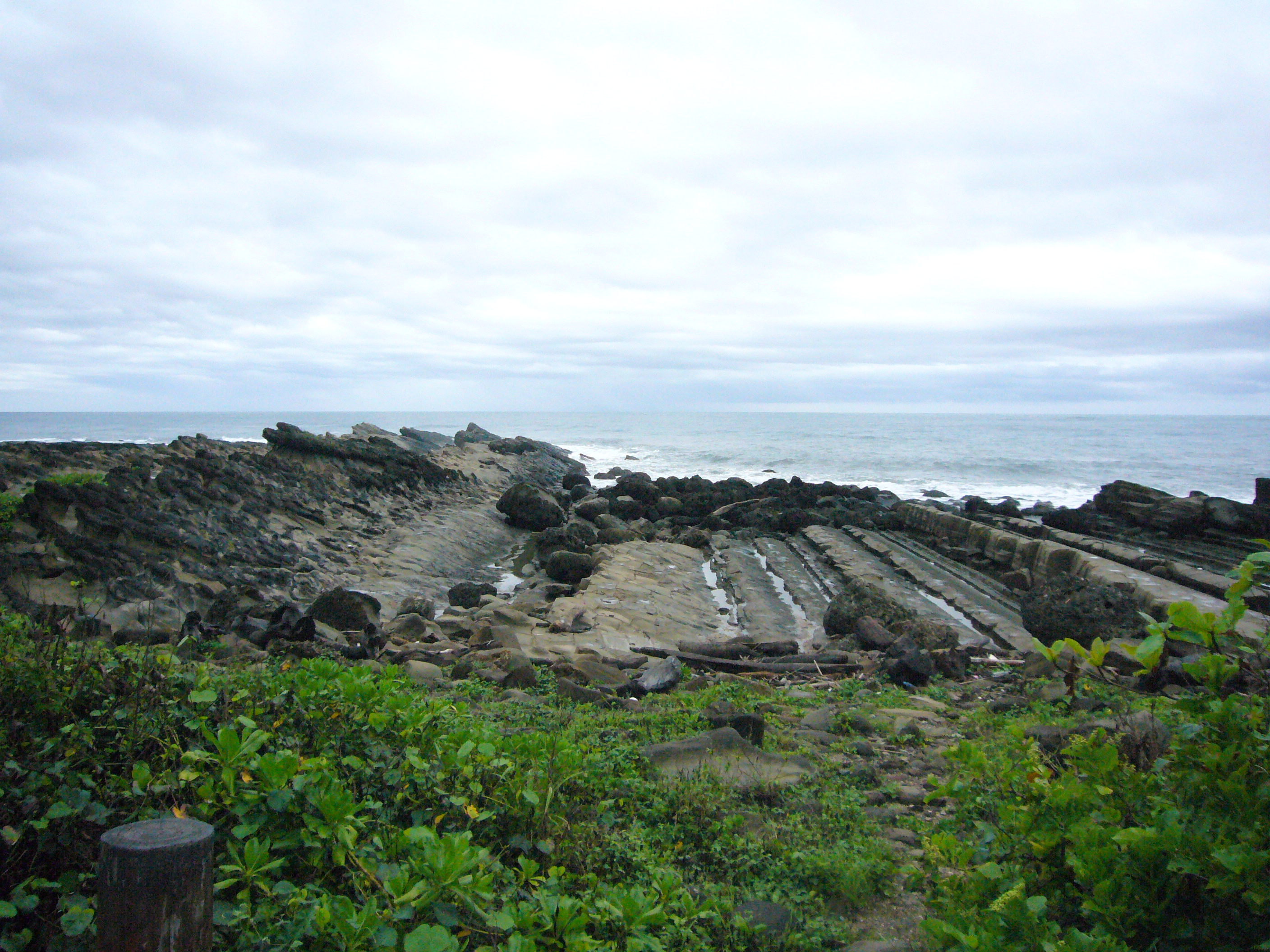
Formation rocheuse de Xiaoyeliu sur la côte Est.
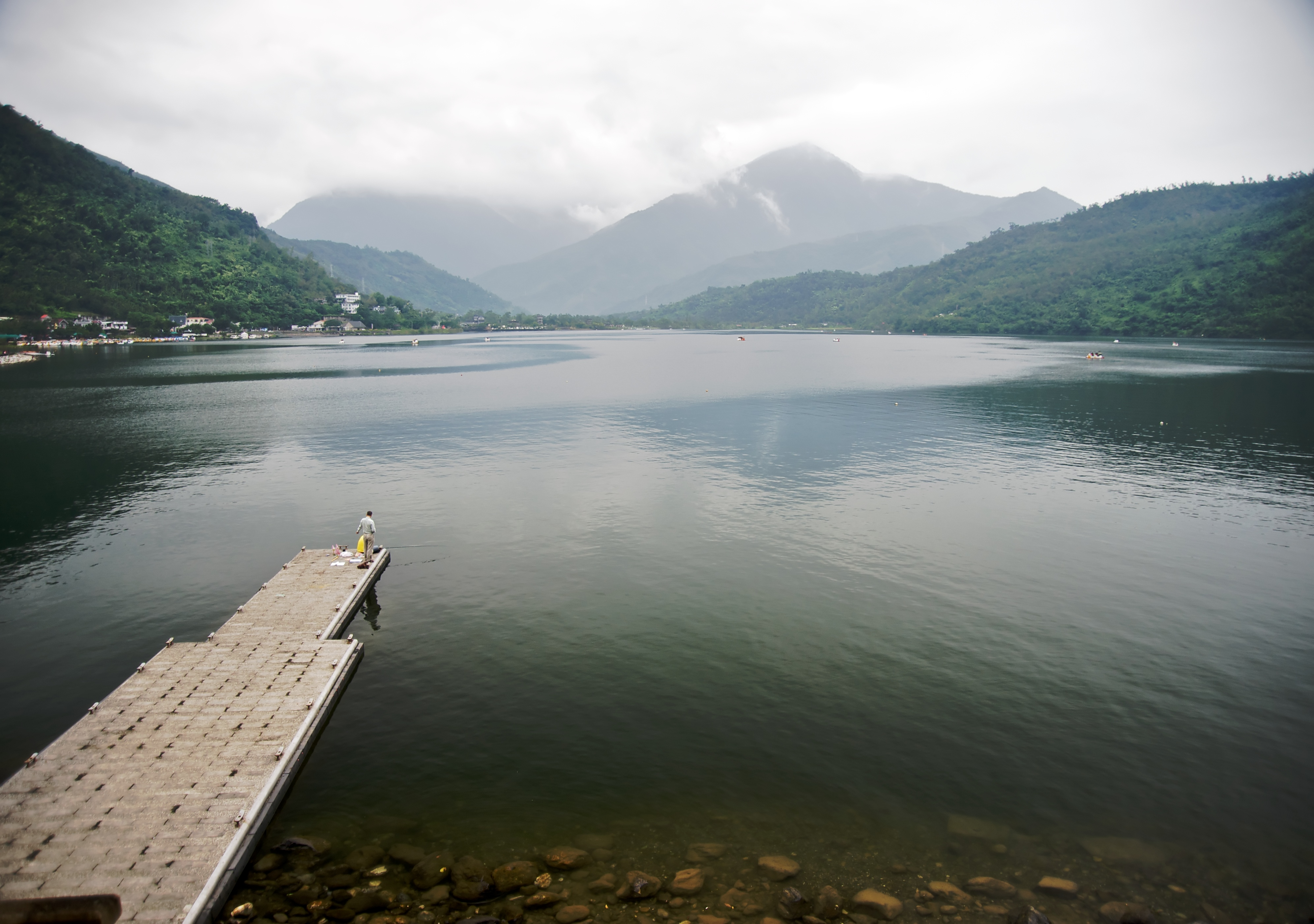
Lac Liyu dans la vallée du Rift oriental.
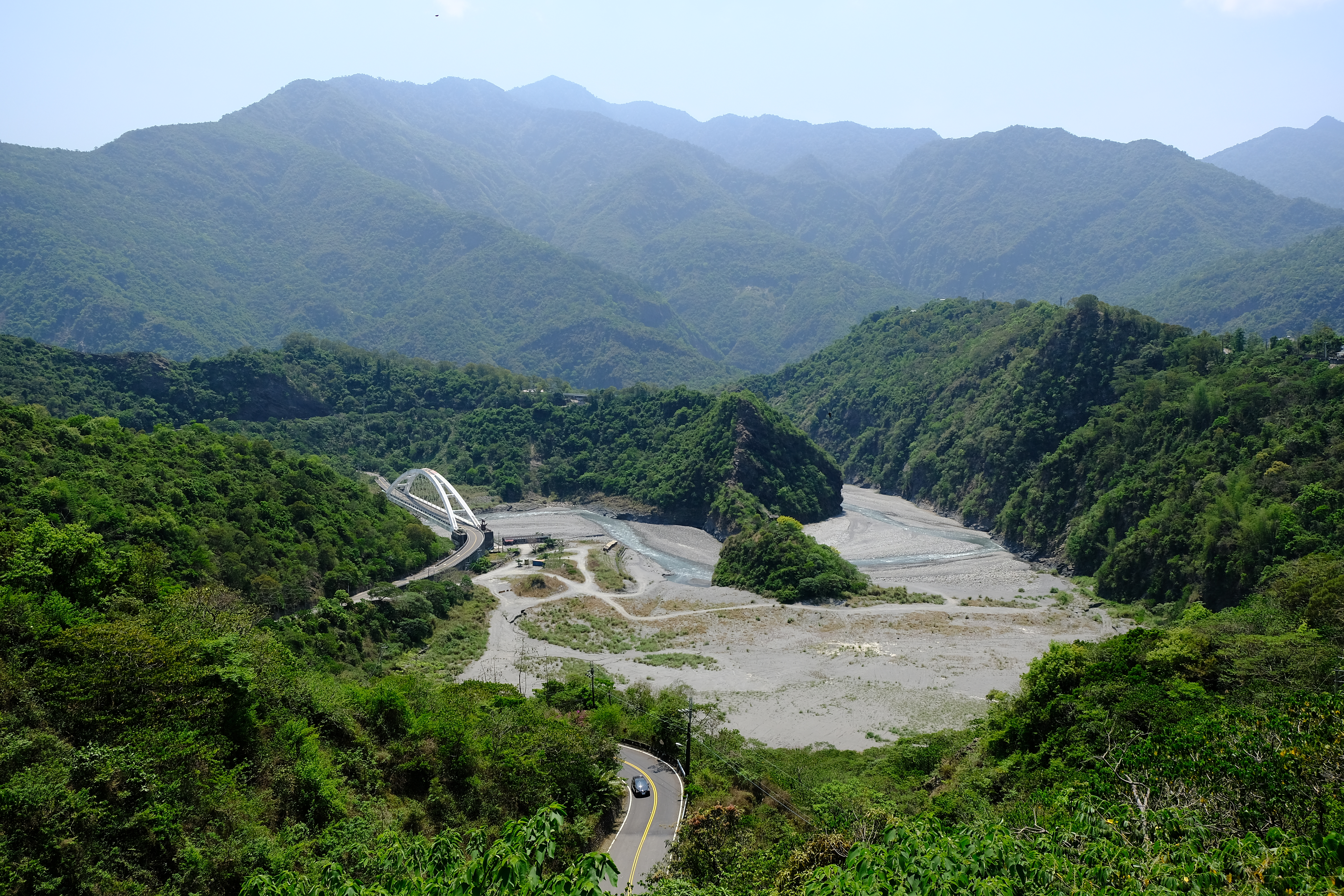
Rivière Zhuokou à Maolin.
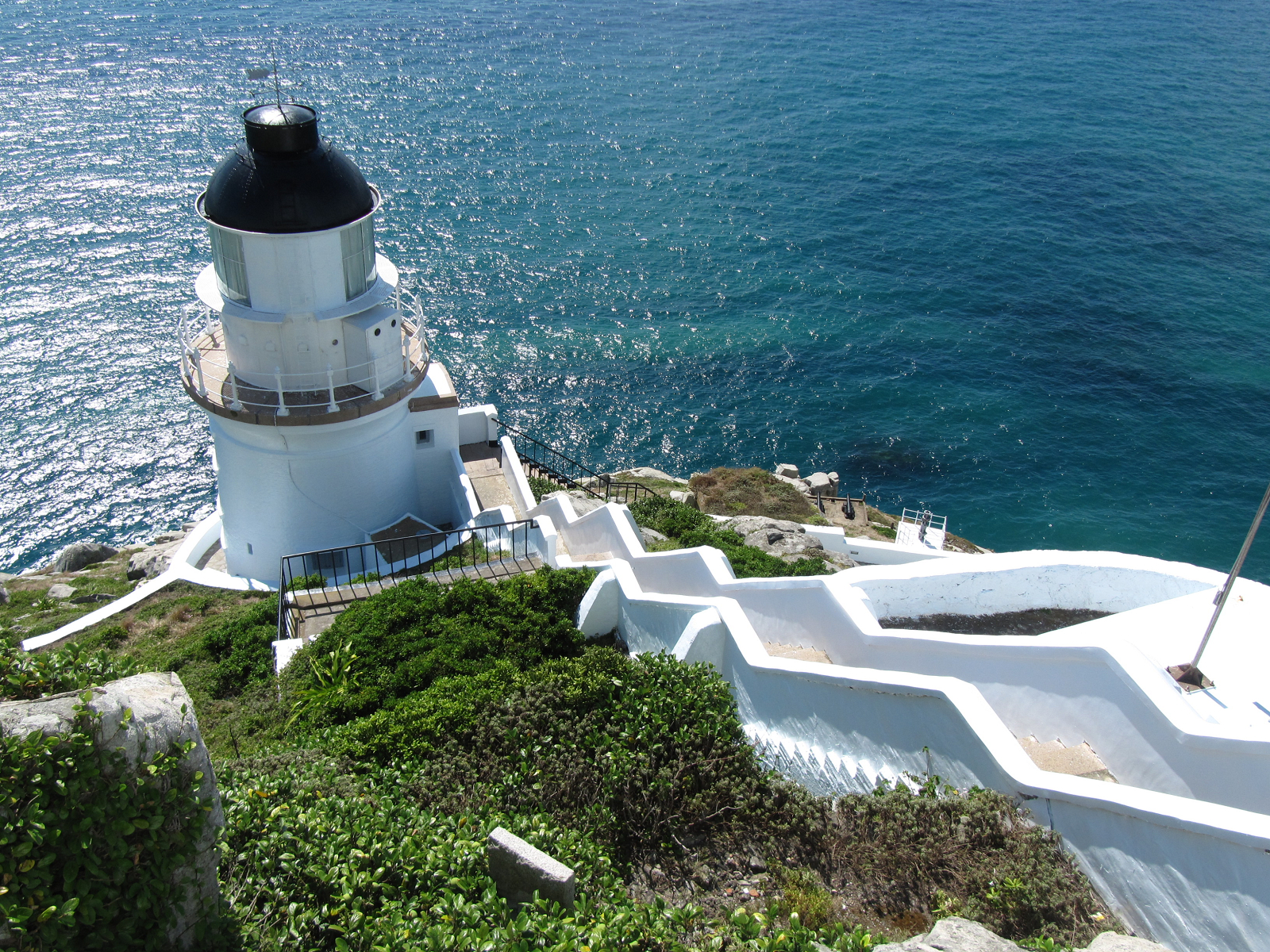
Phare de Dongyong dans les îles Matsu.
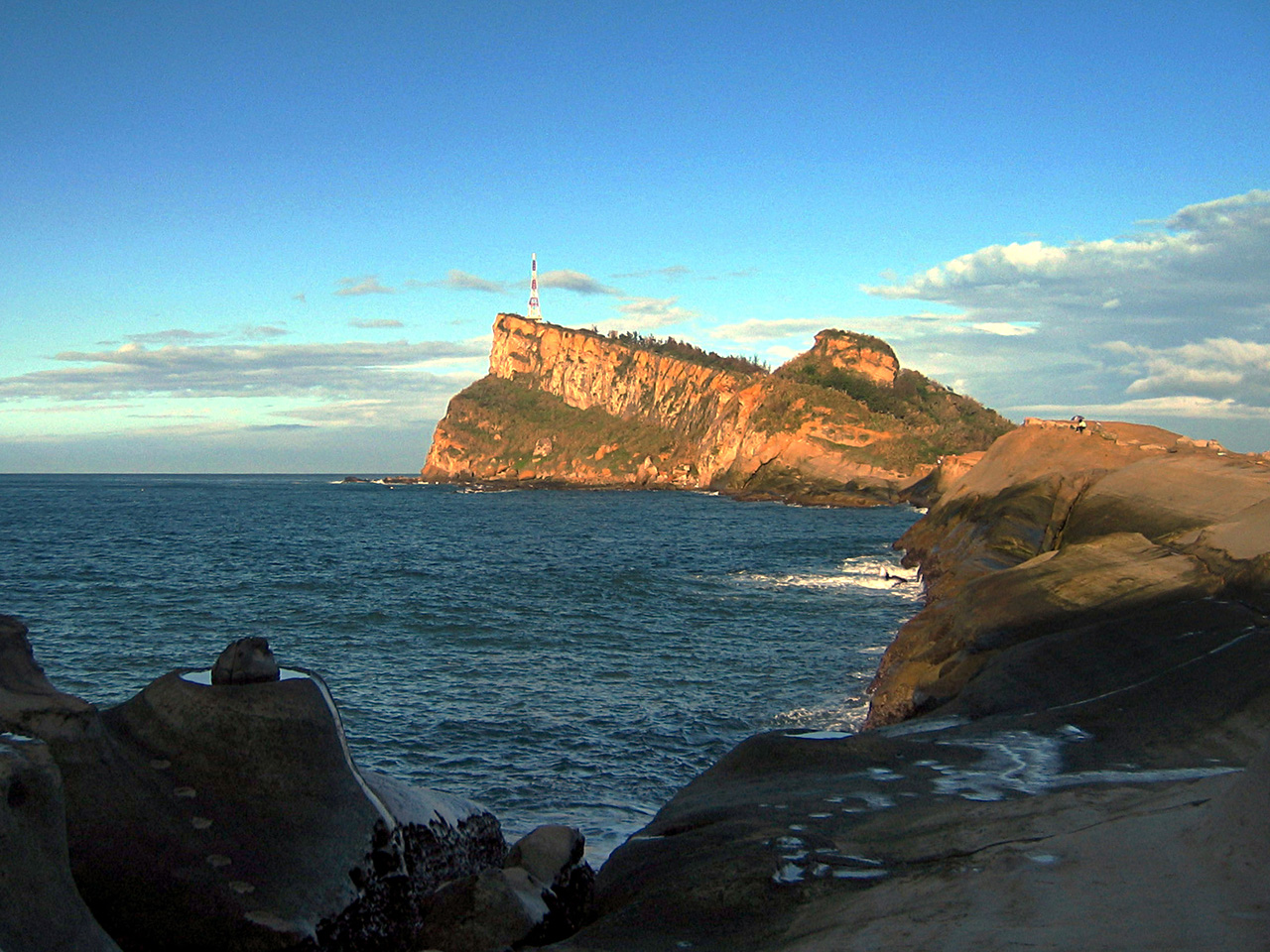
Cap Yehliu sur les côtes du Nord et de Guanyinshan.
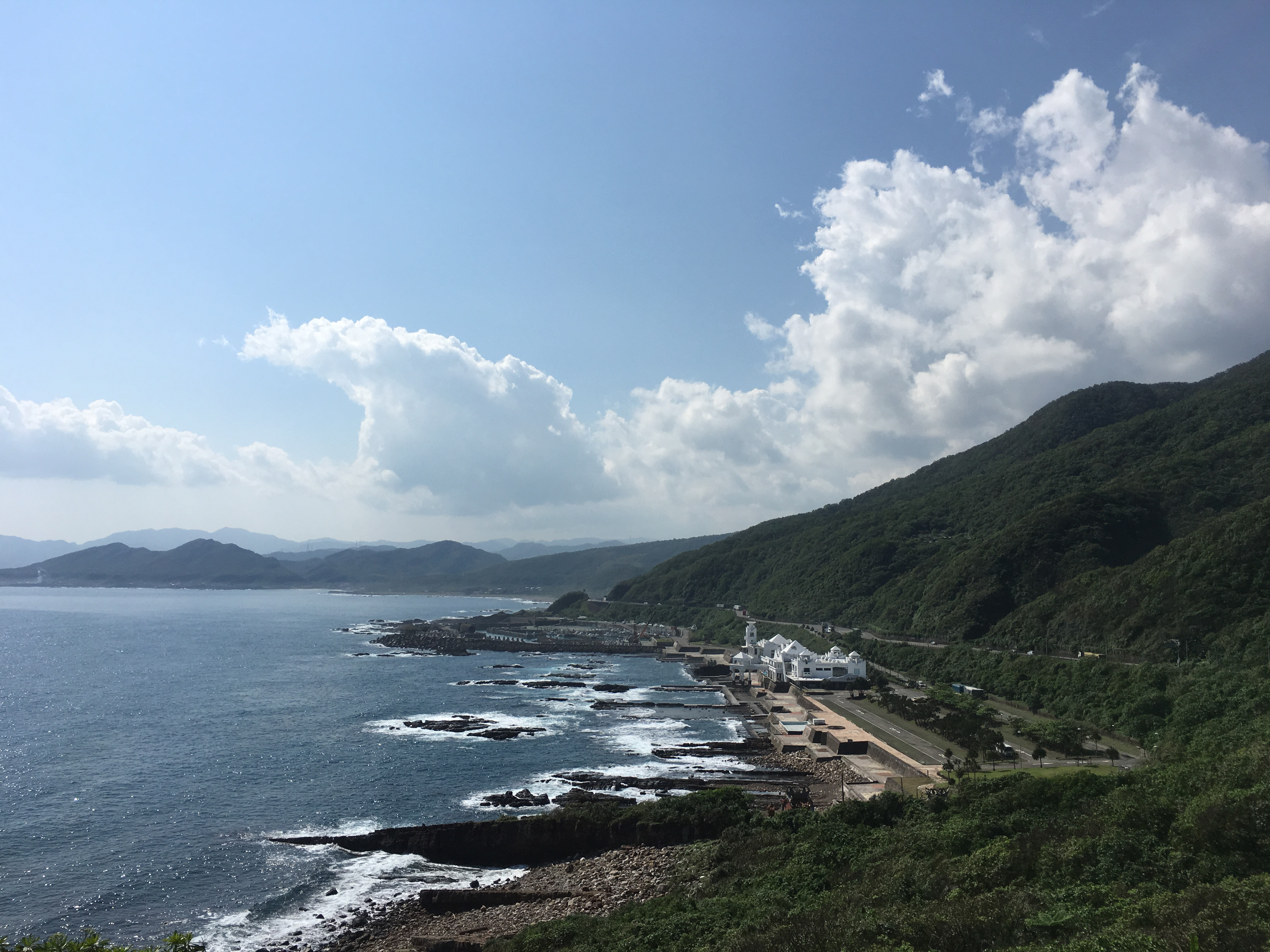
Baie de Longdongwa sur les côtes du Nord-Est et de Yilan.
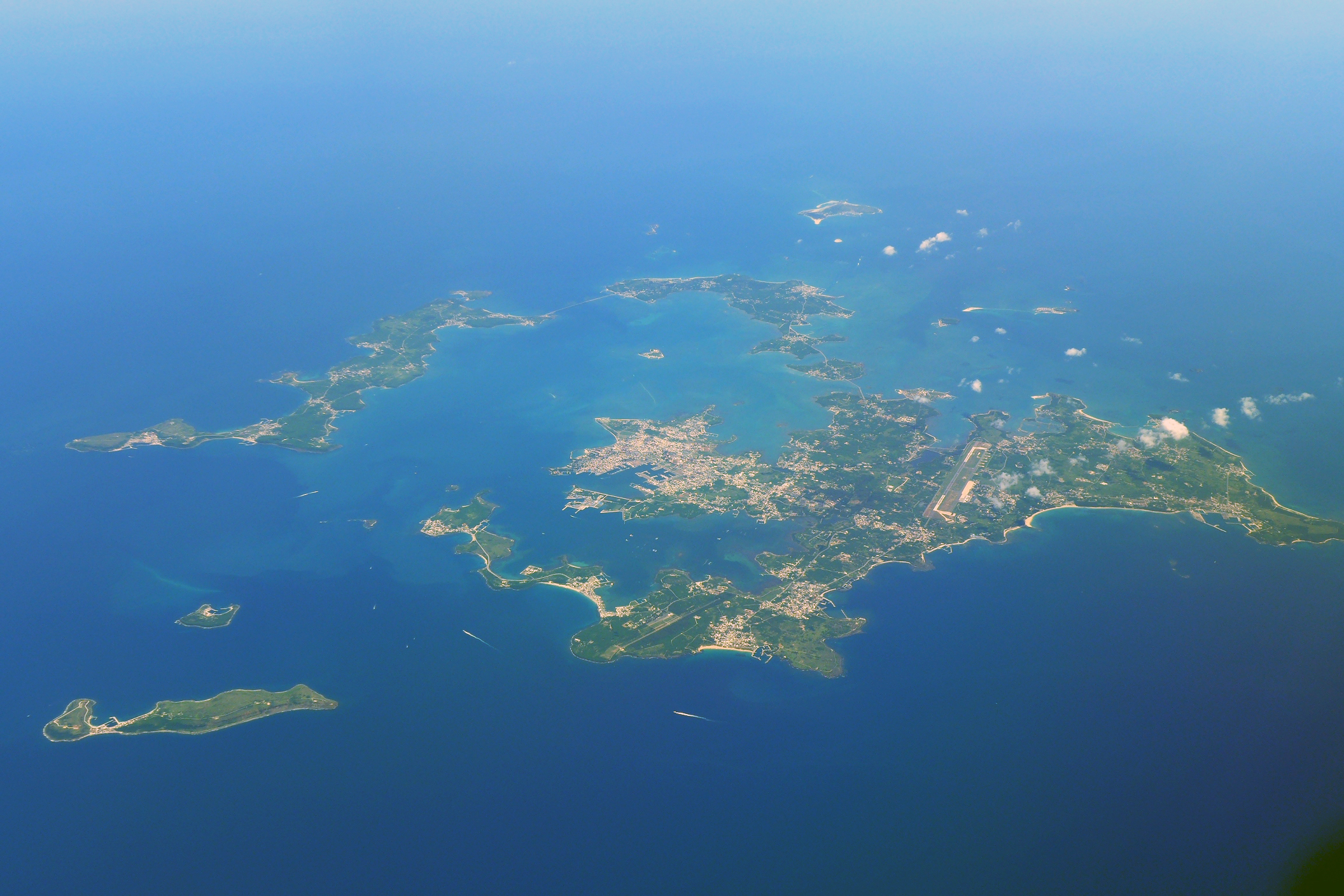
Archipel des îles Penghu.
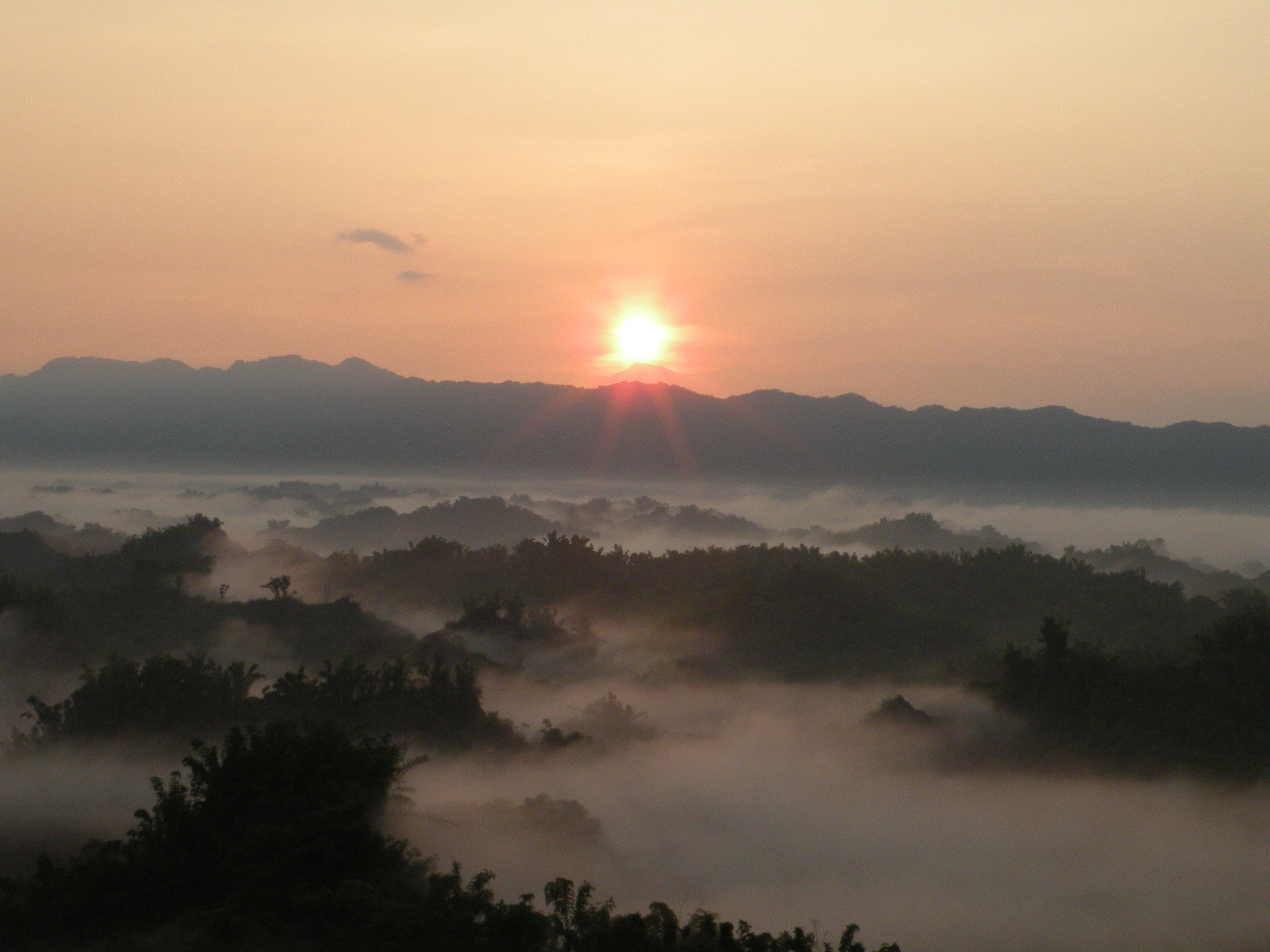
Coucher de soleil sur Erliao à Siraya.
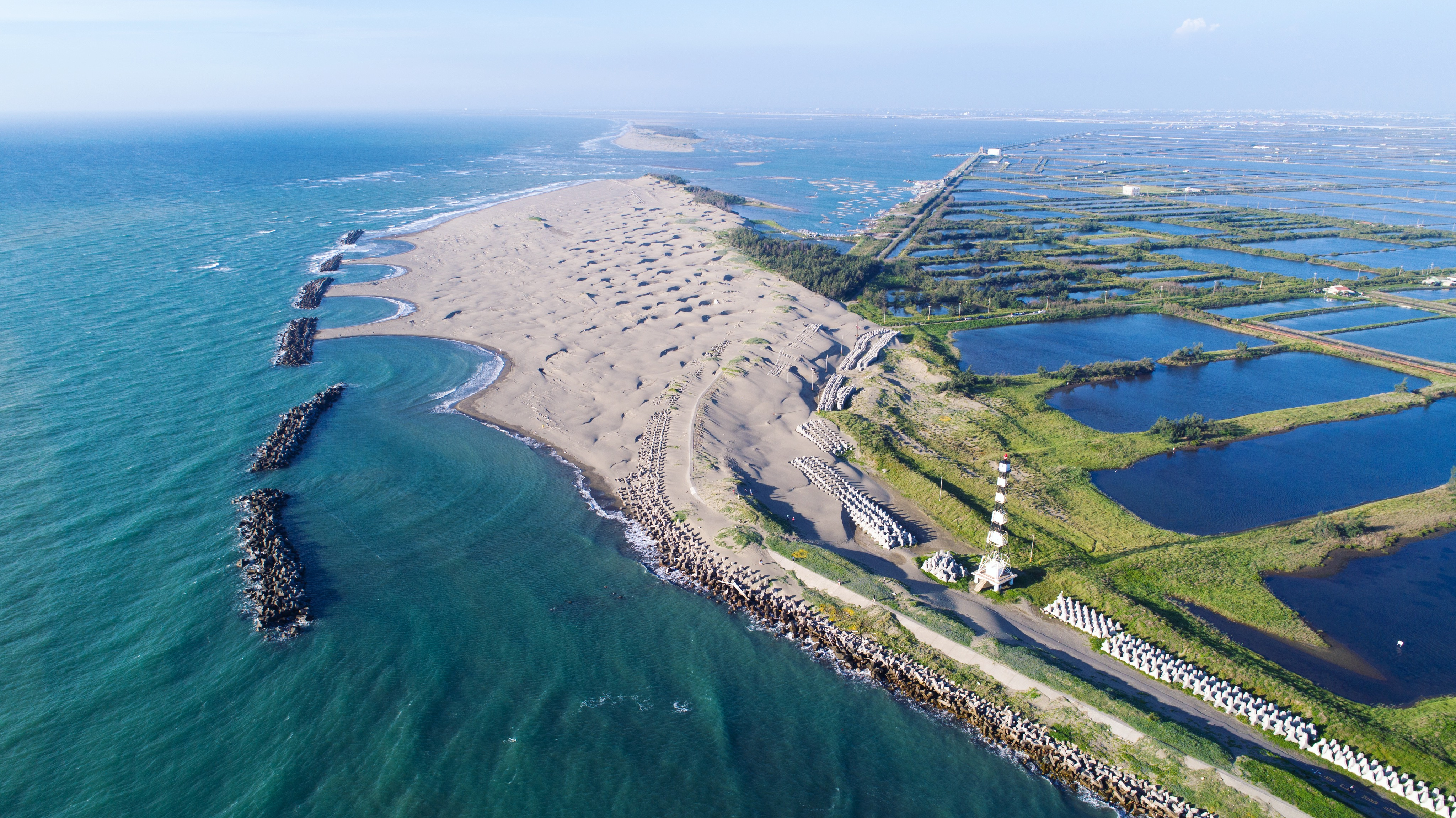
Lagune de Qigu sur la côte Sud-Ouest.
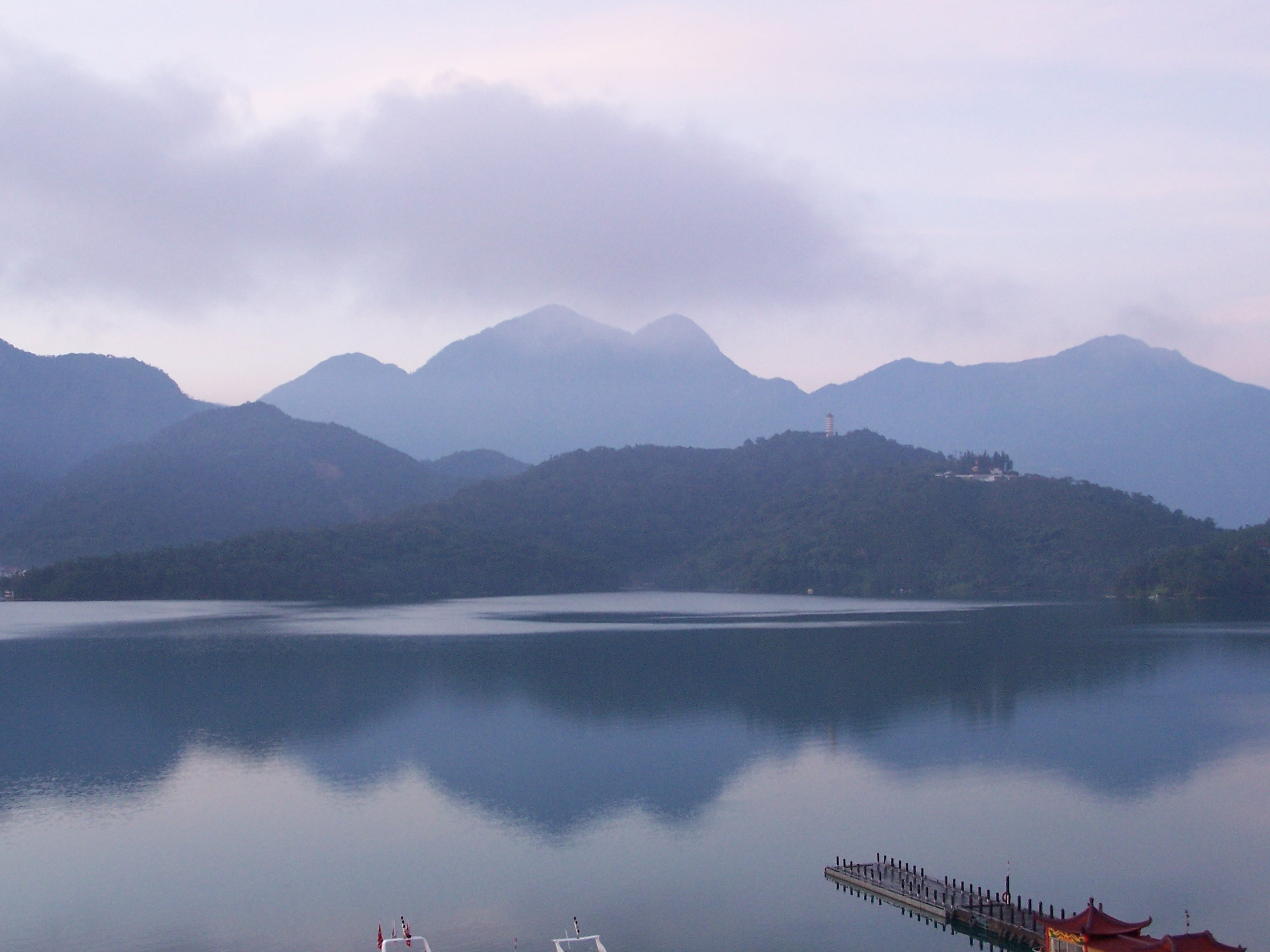
Sun Moon Lake.
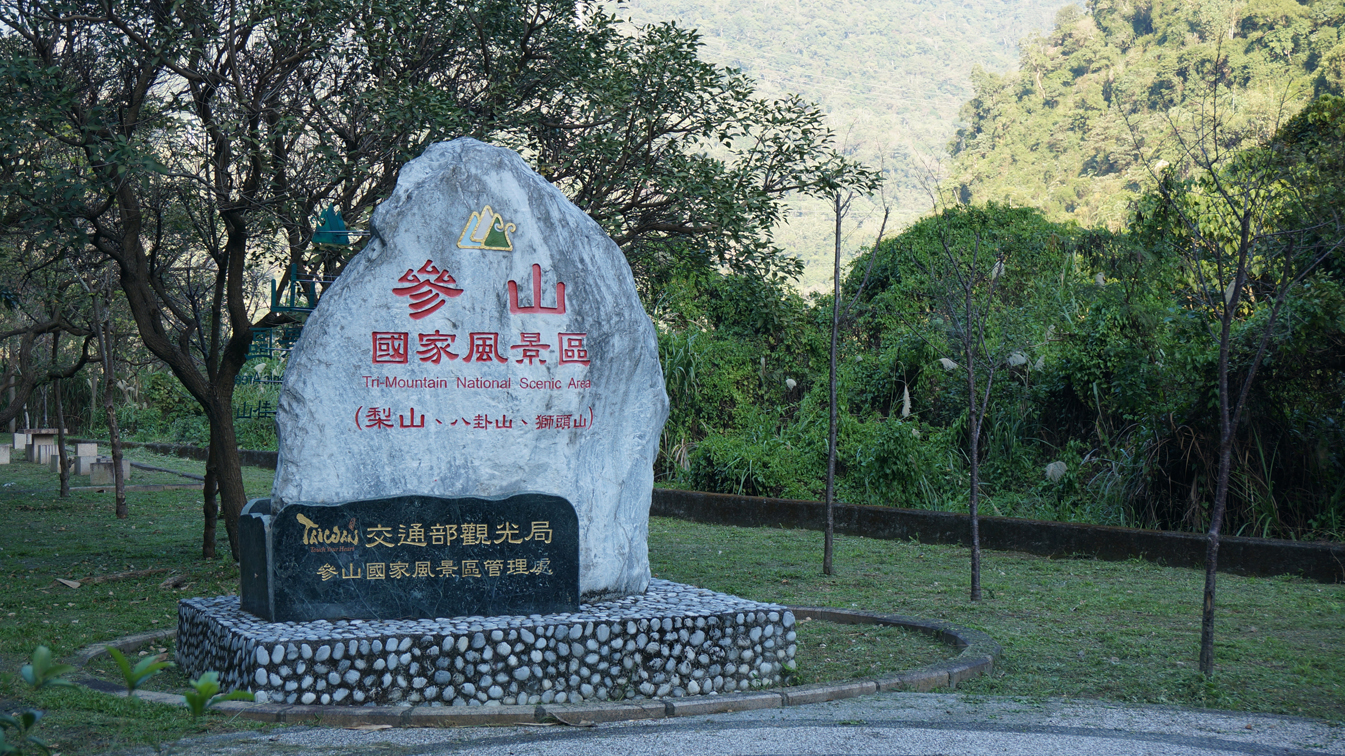
Stèle d'entrée de l'aire des Trois Montagnes.